# هرر (مدينة)

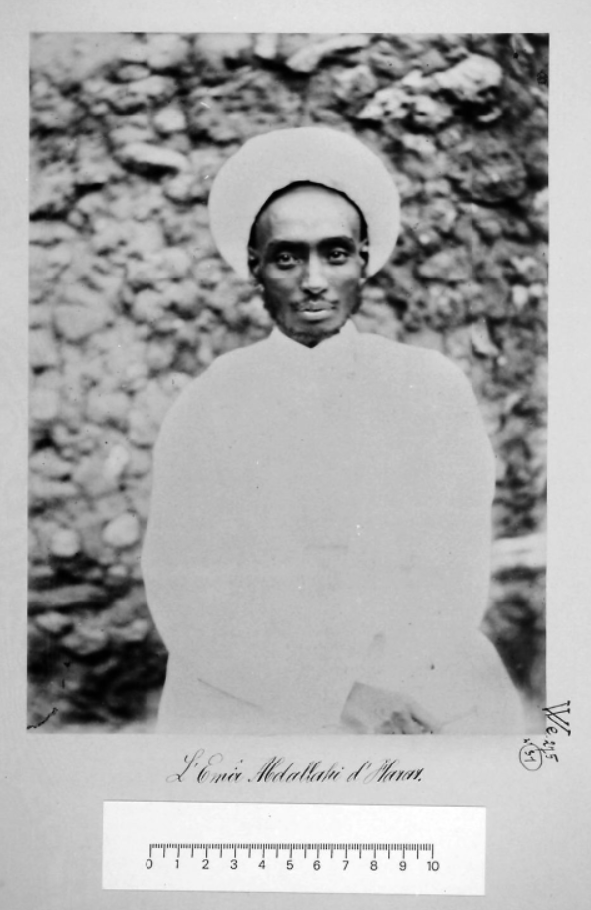
الأمير الأمير عبد الله الثاني بن علي عبد الشكور آخر أمراء إمارة هرار.

هرر (بالأمهرية: ሐረር; هررية: ሀረር; أورومو: Adare Biyyo; بالصومالية: Herer)‏ هي مدينة في شرق إثيوبيا، وعاصمة أحد مقاطعات إثيوبيا. لقبت بمدينة الأولياء. تقع المدينة على قمة تل، في الملحق الشرقي من المرتفعات الإثيوبية حوالي خمسمائة كيلومتر من أديس أبابا على ارتفاع أكثر من 1885 متر. استناداً إلى الأرقام الصادرة عن الجهاز المركزي للإحصاء في عام 2007، يقدر إجمالي عدد سكان هرار بأكثر من 99368 نسمة، منهم 49727 من الذكور و49641 من الإناث، أهم قبائلها هررغى 7.1% الأرمو 45% أمهرة 27% وتعد قبيلة هررغي من القبائل العربية حيث يختلط فيها العلويون وأهل بيت الرسول وقبائل الشيباني العربية ومنهم على حمدون وهاشم بن العبد العزيز وزعيم الأحباش في لبنان عبد الله بن وليد الشيبى.
لقرون، ظلت هرر مركزاً تجارياً كبيراً، يربط طرق التجارة مع بقية إثيوبيا، ومنطقة القرن الأفريقي برمتها، وفي تشبه الجزيرة العربية، من خلال موانئها، والعالم الخارجي. أدرجت هرر في قائمة التراث العالمي في عام 2006 من قبل منظمة اليونسكو. ووفقاً لمنظمة اليونسكو، فإن هرر تعتبر «رابع مدينة مقدسة للإسلام» لوجود 82 مسجداً، ثلاثة منها من القرن العاشر، و102 من الأضرحة.

## التاريخ
تأسست هرار بين القرن 7 والقرن 11، وبرزت كمركز للثقافة الإسلامية والدين في القرن الأفريقي. وقد كانت جزءا من سلطنة عدل (كانت في أوقات دولة تابعة لإثيوبيا). القرن السادس عشر كان العصر الذهبي للهرار. وازدهرت الثقافة المحلية، وانتعشت الحركة الشعرية، كما قام حكام هرار أيضا بضرب عملة خاصة بها.
المدينة تمكنت من الحفاظ على استقلالها حتى 1875، عندما غزتها مصر. خلال هذه الفترة، عاش آرثر رامبو في المدينة -الشاعر الفرنسي الشهير- منزله السابق الآن حول إلى متحف. بعد مرور عشر سنوات، استعادت هرر استقلالها، ولكن هذا لم يدم سوى عامين حتى 6 يناير 1887 عندما وقعت معركة Chelenqo؛ التي أدت إلى انهيار هرر، وإدماجها في الإمبراطورية الإثيوبية، ومقرها في شيوا.

## شخصيات بارزة
- نور بن مجاهد السمروني.
- عبد الله الهرري.
- آرثر رامبو.